# Janna Handgraaf

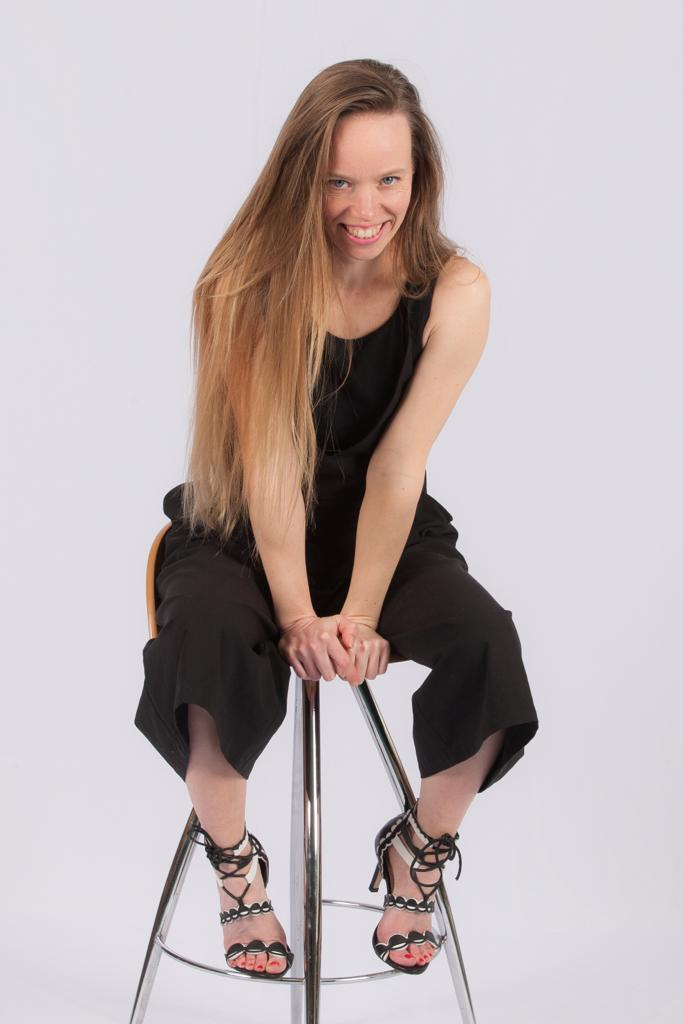
Janna Handgraaf

Janna Handgraaf (Santpoort-Noord, 9 december 1981) is een Nederlands actrice, poppenspeler, theatermaker, dramadocent en toneelregisseur. In haar werk maakt ze gebruik van haar opleiding aan de PABO en de extra verdieping via haar Master Special Educational Needs (Master SEN).

## Jeugd en opleiding
Na de middelbare school volgde zij de PABO in Haarlem, werd Vakspecialist Drama en behaalde haar Master Special Educational Needs (Master SEN). Na enkele jaren voor de klas te hebben gestaan, nam zij ontslag om zich te richten op toneelspelen. Ze volgde opleidingen aan de Toneelacademie Maastricht, het Poppen- en Objecttheater in Den Haag en theaterschool De Trap in Amsterdam in de richting ‘theater maken’. Ze liep stage bij Rieks Swarte en werkte daarna ook met hem samen. Tevens speelde ze in diverse producties met onder meer Bert Bunschoten, Wigbolt Kruyver, Hans Thissen, Peter de Jong (komiek), Joost Prinsen en Maarten Wansink.
Voor haar opleiding aan De Trap maakte zij de voorstelling Nagenieten als regie-opdracht. Die korte voorstelling met twee dames op leeftijd in de hoofdrol (met de stemmen van Wieteke van Dort en Trudy Labij), was op diverse locaties te zien en werd overal met besmuikt gelach ontvangen. Want mag je wel lachen om de onhandigheden die bij ouderdom komt kijken? 
Een van de dames laat zij in andere voorstellingen terugkomen onder de titel Oma Solo met onder andere Oma krijgt visite, Oma gaat kamperen en Oma Solo's Visite Dienst. Ze introduceerde ook een Opa, die ze eveneens in een maskertheatervoorstelling laat opduiken.
Ze heeft een zeer jeugdige uitstraling, waardoor ze als 40+er, in combinatie met haar spel, op een geloofwaardige manier een kind weet neer te zetten.
Daarnaast runt zij in Velsen een kleine theaterschool voor kinderen, onder de naam ‘Wat een drama’, en geeft ze theaterlessen aan kinderen in het Badhuis in haar woonplaats Haarlem. Ook regisseert ze een amateurtoneelvereniging.

## Privéleven
Janna Handgraaf is de jongste van drie kinderen (twee broers). Haar ouders waren werkzaam in het onderwijs. Haar partner is journalist, en voormalig theaterrecensent van IJmuider Courant, Haarlems Dagblad en Noordhollands Dagblad.

## Theater (selectie)
- Reiskoorts en Vliegvrees (2023-heden) - humoristische poppentheater-voorstelling voor 6+ over een dochter met reiskoorts en een pappa met vliegvrees, met Sjaak Hartog op De Parade (theaterfestival) in Den Haag, Utrecht en Amsterdam.[2]
- Mia en Mannetje (2020-heden) - poppentheatervoorstelling voor 4+ over water, bang zijn en tapdansen. Onder meer te zien geweest op De Parade (theaterfestival) 2021 in Utrecht, Delft Fringe Festival en Festival op de Grens in Roosendaal.[3]
- De SRV-vrouw (2020-2021) - Korte theater/zangvoorstelling, met Hein Pijnenburg op saxofoon of Marcel Klingeler met diverse instrumenten, tijdens de COVID-19-crisis. Om de eenzaamheid van met name ouderen te doorbreken/verzachten; mede mogelijk gemaakt door het Fonds Podiumkunsten.
- Oma Solo's Visite Dienst (2020-2021) - Theatervoorstelling tijdens de COVID-19-coronacrisis: één persoon (of meer aanwezigen, doch maximaal 30, conform de toen geldende regels) zag een op maat gemaakte voorstelling van ongeveer 15 minuten.[4]
- Oma Solo (2019) - concept, masker, spel en regie op Delft Fringe Festival 2019[5]
- Leuke kikker en vreemde pad (2019) - decor, poppen, tekst en regie; spel met Caroline van Diest
- Scrooge! (2018) – poppenspel van 9 verschillende poppen waaronder Jacob Marley en Tiny Tim – regie Javier Lopéz Piñón
- Nagenieten (2018-heden) – concept, maskers en regie[6]
- Kijk eens verder dan je neus lang is, ook bekend als Neuzenland (2018) – Cathelijne – tekst Magali de Frémery, bewerking en regie Loulou Rhemrev
- Otto Ongezien (2018) – concept en regie; spel met Iris Stam
- Oma Solo (2018) – concept, masker, spel en regie
- Een ongewenste vriend (2017) – Sylvette – regie Iris Stam
- Dubbel wraak (2016) – Muze – regie Okke C. Emmens
- The not so piep show (2016) – poppenspel/actrice op De Parade (theaterfestival)[7]
- De Duinpieper (2015) – Engel – tekst en regie Loulou Rhemrev
- A Christmas Carol (2014) – vrouw van Fred (neef van Scrooge) – regie Ira Judkovskaja
- Opname (2014) – dubbelrol: vriendin en verpleegster – regie Maarten Wansink